# トム・ケリー (内野手)
ジェイ・トーマス・ケリー（Jay Thomas Kelly , 1950年8月15日 - ）は、アメリカ合衆国ミネソタ州ビッグストーン郡グレースビル出身の元プロ野球選手（一塁手、外野手）、監督。左投左打。愛称はTK。

## 経歴

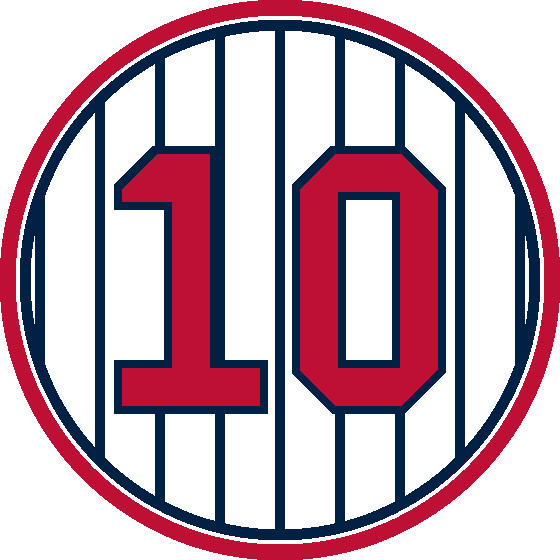
ケリーの背番号「10」。
ミネソタ・ツインズの永久欠番に2012年指定。

1968年のMLBドラフト8巡目（全体178位）でシアトル・パイロッツから指名され、プロ入り。1980年までの13年間の現役時代でのメジャー経験は1975年にミネソタ・ツインズでの1年だけであり、大部分をマイナーで過ごしている。なお現役時代の本職は外野手であったが、メジャーでは一塁手での出場が最も多かった。
1977年、ツインズ傘下のAAA級タコマ・ツインズで選手兼任の監督となった。この時27歳の若さであった。「君はリーダーの素質がある。きっといい監督になれる」と勧められて転向したが、1979年からは3年連続でパシフィックコーストリーグの最優秀監督賞を受賞した。同時期にシカゴ・ホワイトソックスで監督を務めていたトニー・ラルーサは「彼は知名度はないが、将来は大リーグをリードする存在になる」と断言していた。
1983年にはツインズの三塁コーチに抜擢され、1986年9月12日には解任されたレイ・ミラーの後を受けて監督に就任した。この年の最終戦終了後、スタンドのファンに向かって「今年は残念な結果に終わりましたが、来年ここ（当時本拠地のメトロドーム）にワールドシリーズを持ってきます」と宣言し、翌1987年にアメリカンリーグ優勝を果たして本当にワールドシリーズを戦うことになった。そのワールドシリーズではセントルイス・カージナルスを破って世界一にも輝いた。
1991年にはアトランタ・ブレーブスとの史上初の”前年最下位同士”となったワールドシリーズを制し、2度目のシリーズ優勝を経験した。
1992年には日米野球でMLB選抜の監督を務めている。その後はチームの緊縮財政もあって今ひとつのシーズンが続くが、その間にトリー・ハンター、ジャック・ジョーンズ、クリスチャン・グーズマン、コーリー・コスキー、ダグ・ミントケイビッチ、ラトロイ・ホーキンス、エリック・ミルトンらの2000年代前半のツインズを支える面々が育ち、最終年の2001年には9年ぶりのシーズン勝ち越し（85勝77敗で2位）を記録した。
2012年1月26日、古巣ツインズはケリー在籍時の背番号『10』を永久欠番に指定したい旨を示した。この年の9月8日にケリーを本拠地ターゲット・フィールドに招いてセレモニーが催され、正式に永久欠番に指定された。

## 詳細情報

### 年度別打撃成績
| 年 度    | 球 団    | 試 合 | 打 席 | 打 数 | 得 点 | 安 打 | 二 塁 打 | 三 塁 打 | 本 塁 打 | 塁 打 | 打 点 | 盗 塁 | 盗 塁 死 | 犠 打 | 犠 飛 | 四 球 | 敬 遠 | 死 球 | 三 振 | 併 殺 打 | 打 率 | 出 塁 率 | 長 打 率 | O P S |
| -------- | -------- | ----- | ----- | ----- | ----- | ----- | -------- | -------- | -------- | ----- | ----- | ----- | -------- | ----- | ----- | ----- | ----- | ----- | ----- | -------- | ----- | -------- | -------- | ----- |
| 1975     | MIN      | 49    | 147   | 127   | 11    | 23    | 5        | 0        | 1        | 31    | 11    | 0     | 0        | 2     | 3     | 15    | 0     | 0     | 22    | 3        | .181  | .262     | .244     | .506  |
| MLB：1年 | MLB：1年 | 49    | 147   | 127   | 11    | 23    | 5        | 0        | 1        | 31    | 11    | 0     | 0        | 2     | 3     | 15    | 0     | 0     | 22    | 3        | .181  | .262     | .244     | .506  |

### 表彰
- アメリカンリーグ最優秀監督賞：1回（1991年）

### 背番号
- 16（1975年）
- 41（1983年 - 1986年）
- 10（1987年 - 2001年）